# Berlengas
Berlengas este o arie protejată (sit de importanță comunitară — SCI) din Portugalia întinsă pe o suprafață de 92,32 ha, integral pe uscat.

## Localizare
Centrul sitului Berlengas este situat la coordonatele 39°24′54″N 9°30′36″W / 39.4149°N 9.51°V.

## Înființare
Situl Berlengas a fost declarat sit de importanță comunitară în iunie 1997 pentru a proteja 2 specii de plante și 19 specii de animale.

## Biodiversitate
Situată în ecoregiunea mediteraneană, aria protejată conține 6 habitate naturale: Recifuri, Faleze cu vegetație de pe coastele atlantice și baltice, Salicornia și alte specii anuale care populează regiunile mlăștinoase și nisipoase, Tufărișuri halofile mediteraneene și termo-atlantice (Sarcocornetea fruticosi), Tufărișuri halo-nitrofile (Pegano-Salsoletea), Peșteri marine scufundate complet sau parțial.
La baza desemnării sitului se află mai multe specii protejate:
- plante (2): Armeria berlengensis, Herniaria lusitanica subsp. berlengiana
- păsări (19): lăstunul mare (Apus apus), pietruș (Arenaria interpres), Calidris maritima, Calonectris diomedea, șoim călător (Falco peregrinus), Larus argentatus, pescăruș negricios (Larus fuscus), muscar sur (Muscicapa striata), Numenius phaeopus, Oceanodroma castro, pietrar sur (Oenanthe oenanthe), Phalacrocorax aristotelis, codroșul de pădure (Phoenicurus phoenicurus), pitulice de munte (Phylloscopus collybita), pitulice-fluierătoare (Phylloscopus trochilus), Rissa tridactyla, silvie de zăvoi (Sylvia borin), silvie de câmp (Sylvia communis), Uria aalge ibericus

Pe lângă speciile protejate, pe teritoriul sitului au mai fost identificate 10 specii de plante, 2 specii de reptile.